# 朝鮮軍人
朝鮮軍人（ちょうせんぐんじん）とは、1911年（明治44年）4月1日から1946年（昭和21年）までの間、「朝鮮軍人ニ関スル件」（明治44年勅令第36号）により、大日本帝国陸軍に置かれた軍人の分類である。
日韓併合により、大日本帝国陸軍に編入された旧大韓帝国軍人に与えられた身分の総称が「朝鮮軍人」であり、朝鮮が日本領となった以降に帝国陸軍に入隊した朝鮮人を指す呼称ではない。

## 概要
1907年（明治40年）に日本と韓国との間で締結された第三次日韓協約により、大部分が解散していた大韓帝国軍であったが、1910年（明治43年）の日韓併合時にも、なお相当数の在職中の韓国軍人が存在していた。これらの朝鮮総督府設置の際に身分を有していた旧韓国軍人は日本の一般の陸軍軍人に準じた扱いがされ、在職中の者は駐箚軍司令部附又は駐箚憲兵司令部附とされた（「旧韓国軍人ニ関スル件」（明治43年勅令第323号））。もっとも、「旧韓国軍人ニ関スル件」は暫定的な扱いを定めていたに過ぎなかったことから、翌年に「朝鮮軍人ニ関スル件」が制定され、1946年（昭和21年）の復員庁令第3号により同令が廃止されるまで、同令に基づき「朝鮮軍人」の身分が存在した。
1920年（大正9年）「朝鮮軍人ヲ陸軍将校同相当官ニ任用等ニ関スル件」（大正9年勅令第118号）の制定で、朝鮮軍人のうち将校・同相当官が一般の陸軍将校・同相当官に自動的に任ぜられることとなり、下士卒のみが朝鮮軍人ということになった。
朝鮮軍人は、朝鮮人たる陸軍軍人とは異なり、旧大韓帝国陸軍時代の階級を保有し、異なった取り扱いを受ける特別な軍人である。主に、王公族附武官・朝鮮歩兵隊・朝鮮騎兵隊などに充てられた。朝鮮人たる陸軍軍人として有名な李王垠中将や洪思翊中将などは朝鮮軍人ではなかった。

## 具体的な人数
1910年（明治43年）9月1日時点の朝鮮駐箚軍司令部附又は駐箚憲兵司令部附の旧韓国軍人たる将校同相当官職員は次の通りである。
元親衛府長官以下親衛府附将校朝鮮駐箚軍司令部附としては、陸軍副将1、陸軍参将2、陸軍砲兵正領1、陸軍歩兵副領2、陸軍二等軍医長1、陸軍工兵参領1、陸軍歩兵正尉1、陸軍歩兵参尉1、陸軍三等司計1。
朝鮮憲兵隊司令部附としては、陸軍騎兵参領1、陸軍砲兵参領1、陸軍歩兵正尉2、陸軍砲兵正尉1、陸軍工兵副尉1、陸軍歩兵参尉1。
元侍従武官朝鮮駐箚軍司令部附として、陸軍歩兵参領1、陸軍歩兵正尉3。
元東宮武官朝鮮駐箚軍司令部附として、陸軍副将1、陸軍歩兵参領1、陸軍砲兵正尉1。

## 階級
|      | 朝鮮軍人       | 一般の陸軍軍人 |
| ---- | -------------- | -------------- |
| 将校 | なし           | 陸軍大将       |
| 将校 | 陸軍副将       | 陸軍中将       |
| 将校 | 陸軍参将       | 陸軍少将       |
| 将校 | 陸軍○○正領     | 陸軍○○大佐     |
| 将校 | 陸軍○○副領     | 陸軍○○中佐     |
| 将校 | 陸軍○○参領     | 陸軍○○少佐     |
| 将校 | 陸軍○○正尉     | 陸軍○○大尉     |
| 将校 | 陸軍○○副尉     | 陸軍○○中尉     |
| 将校 | 陸軍○○参尉     | 陸軍○○少尉     |
| 下士 | 陸軍○○特務正校 | 陸軍○○特務曹長 |
| 下士 | 陸軍○○正校     | 陸軍○○曹長     |
| 下士 | 陸軍○○副校     | 陸軍○○軍曹     |
| 下士 | 陸軍○○参校     | 陸軍○○伍長     |
| 兵卒 | 陸軍○○上等兵   | 陸軍○○上等兵   |
| 兵卒 | 陸軍○○一等卒   | 陸軍○○一等卒   |
| 兵卒 | 陸軍○○二等卒   | 陸軍○○二等卒   |

○○には、将校は歩兵・騎兵・砲兵・工兵が、下士卒では歩兵・騎兵が入る。将校相当官等についても別途定めがある。朝鮮軍人ニ関スル件制定時の相当表。

## 大正9年勅令第118号により一般の陸軍将校に転じた朝鮮軍人
特に将官となった者について記す。
李秉武（陸士7期卒留学生）元大韓帝国親衛庁長官・侍従武官長を歴任し、勅令第118号により副将から中将に転官。
趙東潤元大韓帝国侍従武官長を勤め、勅令第118号により副将から中将に転官。
李煕斗（陸士9期留学生）勅令第118号により参将から少将に転官。
趙性根（陸士9期卒留学生）勅令第118号により参将から少将に転官。1928年（昭和3年）10月23日に中将に進級。
魚潭（陸士11期卒留学生）勅令第118号により歩兵正領から歩兵大佐に転官。1922年（大正11年）9月18日に少将に進級し、1930年（昭和5年）12月22日に中将に進級。
王瑜植（陸士9期留学生）勅令第118号により一般の陸軍将校に転官。1925年（大正14年）2月10日に少将に進級。
金應善（陸士15期卒留学生）勅令第118号により一般の陸軍将校に転官。1931年（昭和6年）4月10日に少将に進級。

### 参考日韓併合後に日本陸軍に入隊し将官となった朝鮮人士官
李王垠（陸士29期、陸大35期）1938年（昭和13年）7月15日に少将に進級し、1940年（昭和15年）10月26日に中将に進級。
洪思翊（陸士26期、陸大35期）日韓併合当時は陸軍士官学校の留学生であった。1941年（昭和16年）3月1日に少将に進級し、1944年（昭和19年）10月26日に中将に進級。
この他、朝鮮王公族には儀礼のための将官礼遇を受けている者がいた。